# 18. oktober
18. oktober er dag 291 i året i den gregorianske kalender (dag 292 i skudår). Der er 74 dage tilbage af året.
Lukas dag, opkaldt efter evangelisten Lukas, der fra omkring år 50 fulgtes med apostlen Paulus på hans rejser.

### Begivenheder
Født - Dødsfald
- 1660 - Danmark indfører enevælde, og Frederik 3. hyldes som arvekonge i København på pladsen foran Københavns Slot (hvor nu det tredje Christiansborg ligger).
- 1685 - Ludvig 14. af Frankrig omstøder det såkaldte Nantes-edikt, som blev udstedt af Henrik 4. i 1598, og som tillod den protestantiske del af befolkningen, huguenotterne, at udøve deres religion.
- 1813 - De allierede tropper besejrer Napoleons hær i det såkaldte folkeslag ved Leipzig.
- 1851 - Moby Dick af Herman Melville udkommer i London.
- 1867 - USA køber Alaska af Rusland for $7.200.000. USA's udenrigsminister William H. Seward kritiseres skarpt for at "spilde penge på en masse is".
- 1873 - Reglerne for amerikansk fodbold fastlægges på et møde i New York med deltagere fra Columbia, Princeton, Rutgers og Yale Universiteterne.
- 1898 - USA overtager Puerto Rico fra Spanien.
- 1907 - Fredskongres i Haag afsluttes med fastlæggelse af regler for søkrig samt forbedrede regler for landkrig.
- 1944 - Sovjetunionen invaderer Tjekkoslovakiet.
- 1954 - Den første kommercielt tilgængelige transistorradio annonceres af Texas Instruments til salg fra november samme år.
- 1968 - Bob Beamon sætter sin fantastiske verdensrekord i længdespring med 8,90 m ved OL i Mexico City – en rekord der skal komme til at holde i 23 år.
- 1989 - DDR's leder Erich Honecker træder tilbage.
- 1991 - Aserbajdsjan erklærer sin uafhængighed af USSR.
- 2007 - Benazir Bhutto vender tilbage til Pakistan efter 8 års selvvalgt eksil.

### Født
- 1777 - Heinrich von Kleist, tysk forfatter (død 1811).
- 1859 - Henri Bergson, fransk filosof (død 1941).
- 1898 - Lotte Lenya, tysk sanger og skuespiller (død 1981).
- 1918 - Konstantinos Mitsotakis, græsk politiker (død 2017).
- 1920 - Melina Mercouri, græsk skuespiller og politiker (død 1994).
- 1926 - Chuck Berry, amerikansk sanger (død 2017).
- 1926 - Klaus Kinski, tysk skuespiller (død 1991).
- 1927 - George C. Scott, amerikansk skuespiller (død 1999).
- 1939 - Lee Harvey Oswald, amerikaner, påstået gerningsmand til mordet på John F. Kennedy (død 1963).
- 1939 - Paddy Reilly, irsk musiker fra The Dubliners.
- 1948 - Flemming Jensen, dansk forfatter og skuespiller.
- 1956 - Martina Navratilova, tjekkisk-født, amerikansk tennisspiller.
- 1960 - Jean-Claude Van Damme, belgisk skuespiller
- 1987 - Zac Efron, amerikansk skuespiller.
- 1988 - Hans Philip, dansk musiker.
- 1989 - Sandra Toft, dansk håndboldspiller.
- 1992 - Barry Keoghan, irsk skuespiller.

### Dødsfald
- 1871 - Charles Babbage, engelsk matematiker og opfinder (født 1791).
- 1845 - Hans Peter Christian Møller, dansk forsker af bløddyr (født 1810).
- 1893 - Charles Gounod, fransk komponist (født 1818).
- 1931 - Thomas Edison, amerikansk opfinder (født 1847).
- 1944 - Bent Faurschou-Hviid, dansk modstandsmand (Flammen) (født 1921) - selvmord.
- 1963 - Johannes Grenness, norsk/dansk maler (født 1875).
- 1977 - Andreas Baader, Gudrun Ensslin og Jan-Carl Raspe, tyske terrorister fra Rote Armee Fraktion (født henholdsvis 1943, 1940 og 1944).
- 1984 - Søren Melson, dansk maler og instruktør (født 1916).
- 1997 - Ingrid Jørgensen, dansk statsministerfrue (født 1922).

|  | Denne datoartikel kan blive bedre, hvis der indsættes et (bedre) billede Du kan hjælpe ved at afsøge Wikimedia Commons for et passende billede eller uploade et godt billede til Wikimedia Commons iht. de tilladte licenser og indsætte det i artiklen. |